# Детрит
Детрит е органична материя, която се получава при умирането на организмите или в резултат на жизнената им дейност. Включва всички неживи разпадащи се части (тъкани) на организми, както и техните екскременти. Терминът най-често се прилага за водни екосистеми, но понякога и за сухоземни (напр. опадалите листа и клонки в гората са детрит).
Детритът служи за храна на различни организми детритофаги, които са сапрофити и консумират мъртви органични вещества.